# Agladrillia
Agladrillia là một chi ốc biển, là động vật thân mềm chân bụng sống ở biển trong họ Drilliidae.

## Các loài
Các loài thuộc chi Agladrillia bao gồm:
- Agladrillia anadelgado Rolán et al., 2007[2]
- Agladrillia badia McLean & Poorman, 1971[3]
- Agladrillia benjamini (Bartsch, 1915)[4]
- Agladrillia flucticulus McLean & Poorman, 1971[5]
- Agladrillia fuegiensis (Smith E. A., 1888)[6]
- Agladrillia gorgonensis McLean & Poorman, 1971[7]
- Agladrillia macella (Melvill, 1923)[8]
- Agladrillia piscorum Kilburn, 1988[9]
- Agladrillia plicatella (Dall, 1908)[10]
- Agladrillia pudica (Hinds, 1843)[11]
- Agladrillia ukuminxa Kilburn, 1988[12]